# Glutamato
El glutamato, en neurociencia, hace referencia al anión del ácido glutámico en su papel de neurotransmisor,  que es una sustancia química que las células nerviosas utilizan para enviar señales a otras células. Por un amplio margen, es el neurotransmisor excitador más abundante del sistema nervioso vertebrado. Se utiliza en todas las funciones excitadoras importantes del cerebro vertebrado y representa en total más del 90% de las conexiones sinápticas del cerebro humano. También es el principal neurotransmisor de algunas regiones cerebrales localizadas, como las células granulares del cerebelo.
Es el neurotransmisor excitatorio por excelencia de la corteza cerebral humana. Su papel como neurotransmisor está mediado por la estimulación de receptores específicos, denominados receptores de glutamato, que se clasifican en: ionotrópicos (canales iónicos) y receptores metabotrópicos (de siete dominios transmembrana y acoplados a proteínas G) de ácido glutámico.
Los receptores bioquímicos del glutamato se dividen en tres clases principales, conocidas como receptores AMPA, receptores NMDA y receptores de glutamato metabotrópicos. Una cuarta clase, conocida como receptores de kainato, son similares en muchos aspectos a los receptores AMPA, pero mucho menos abundantes.
Muchas sinapsis utilizan varios tipos de receptores de glutamato.

Los receptores AMPA son receptores ionotrópicos especializados en la excitación rápida: en muchas sinapsis producen respuestas eléctricas excitatorias en sus dianas una fracción de milisegundo después de ser estimulados.

Los receptores NMDA también son ionotrópicos, pero se diferencian de los AMPA en que, cuando se activan, son permeables al calcio. Sus propiedades los hacen especialmente importantes para el aprendizaje y la memoria.

Los receptores metabotrópicos actúan a través de sistemas de segundos mensajeros para crear efectos lentos y sostenidos en sus objetivos.